# Опасные связи (телесериал)
Опа́сные свя́зи (исп. Relaciones Peligrosas) — теленовелла на испанском языке, выпускаемая американским телеканалом Telemundo; вольная адаптация испанского телесериала «Физика или химия».

## Сюжет
«Опасные связи» — сериал, раскрывающий современную, смелую историю, в которой нет запретных тем. Основной упор делается на трудные и зачастую конфликтные отношения между подростками, их родителями и преподавателями в двуязычной старшей школе. Всё начинается с невероятной истории Миранды Крус (Сандра Эчеверрия), девушки, которая начинает свою карьеру учителя в этой школе. Ей приходится скрывать то, чего многие взрослые вообще стараются избегать: запрещенная любовь, которую осуждает общество, может превратить её жизнь в настоящий кошмар.

## В ролях

### Основной состав
| Актёр                  | Персонаж                                     | Описание персонажа                                                                                | Персонаж-прототип       |
| ---------------------- | -------------------------------------------- | ------------------------------------------------------------------------------------------------- | ----------------------- |
| Сандра Эчеверриа       | Мира́нда Беатри́с Крус                         | Главная героиня, преподаватель литературы, влюблена в Маурисио Бланко                             | Ирена Кальво            |
| Анна Лаевская          | Патри́сия «Патти» Мила́но                      | Лучшая подруга Миранды, преподаватель биологии, тайно влюблена в ДжейПи                           | Бланка Роман            |
| Гонсало Гарсия Виванко | Хуа́н Па́бло Ре́йес «Дже́йПи́» / Даниэ́ль Ара́мбула | Лучший друг Сантьяго, интересуется Мирандой, кое-что скрывает                                     | Мигель Беласа           |
| Марица Бустаманте      | А́на Ко́нде                                    | Супруга Хильберто, преподаватель истории США в Академии Сервантес                                 | Олимпия Диас            |
| Gabriel Coronel        | Маури́сио Бла́нко                              | Сын Мануэля и Кармен, брат-близнец Софии, влюблён в Миранду                                       | Исаак Бласко            |
| Mercedes Molto         | Бени́та «Мать» Мендо́са                        | Мать Гонсало и Эмилии                                                                             | Матильда (мать Горки)   |
| Sandra Destenave       | Карме́н Бла́нко                                | Супруга Мануэля, мать Маурисио и Софии                                                            | Лоли                    |
| Carlos Ferro           | Сантья́го Мадра́со                             | Лучший друг JP, сын Армандо, преподаватель искусства, начинает интересоваться Патрисией           | Роке Мадрона            |
| Jorge Consejo          | Хильбе́рто Верду́го                            | Муж Аны, преподаватель Академии Сервантес                                                         | Феликс Алонсо           |
| Orlando Fundichely     | Орла́ндо Араго́н                               | Отец Себастьяна и Родриго, прокурор                                                               |                         |
| Дад Дагер              | Клеме́нсия «Крошка»                           | Супруга Андреса, мать DJ Max                                                                      |                         |
| Jeanette Lehr          | Тере́са Ва́ргас                                | Мачеха Исабель, директор Академии Сервантес                                                       | Клара Янес              |
| Héctor Fuentes         | Арма́ндо Мадра́со                              | Отец Сантьяго, преподаватель Академии Сервантес                                                   | Адольфо Мадрона         |
| Christian de la Campa  | Хоаки́н Риве́ра                                | Брат Есении, бывший заключенный                                                                   | Берто Фрейре            |
| Rubén Morales          | Рика́рдо Го́мес                                |                                                                                                   |                         |
| Yadira Santana         | Гвадалу́пе «Лу́пе» Гусма́н                      | Мать Норы                                                                                         |                         |
| Renato Rossini         | Мануэ́ль Бла́нко                               | Муж Кармен, строгий отец Маурисио и Софии                                                         |                         |
| Jimmy Bernal           | Андре́с Ма́ксимо                               | Муж Клеменсии, отец DJ Max                                                                        |                         |
| Modesto Lacen          | Бертра́н Дюпо́н                                | отец Кассиуса                                                                                     |                         |
| Jezabel Montero        | Мариэ́ла Араго́н                               | Супруга Орландо, мать Себастьяна                                                                  |                         |
| RJ Coleman             | Ро́берт «Боб» МакДа́уэлл                       | Супруг Хефы, отец Эми                                                                             |                         |
| Kevin Aponte           | Алеха́ндро «А́ле» Порти́льо                     | Он гей, поэтому его унижают сокурсники в Сервантесе, лучший друг Родриго и Норы                   | Фернандо «Фер» Редондо  |
| Oscar Priego           | Себастья́н «Се́бас» Араго́н                     | Сын Орландо, брат Родриго                                                                         | Хулио де ла Торре       |
| Christina Mason        | Но́ра Гусма́н                                  | Дочь Лупе, лучшая подруга Алехандро и Себастьяна, была девушкой Родриго                           | Ковадонга «Кова» Аристе |
| Данило Каррера         | Леона́рдо Ма́ксимо «DJ Max»                    | Лучший друг Гонсало, увлекается IT, ему нравится София                                            | Цезар Кабано            |
| Alex Hernandez         | Гонса́ло Мендо́са                              | Сын Хефы, лучший друг DJ Max, единоутробный брат Эми, нелегально находится на территории США      | Горка Мартинес          |
| Jonathan Freudman      | Дие́го Баро́н                                  | Футболист, явный гомофоб, влюбляется в Але                                                        | Давид Ферран            |
| Yrahid Leylanni        | Есе́ния «Э́си» Риве́ра                          | Лучшая подруга Элисабет, сестра Хоакина                                                           | Йоланда «Йоли» Фрейре   |
| Ana Lorena Sánchez     | Эли́сабет «Э́ли» Го́мес                         | Бывшая девушка Маурисио, падчерица Тересы                                                         | Рут Гомес               |
| Ana Carolina Grajales  | Софи́я Бла́нко                                 | Дочь Мануэля и Кармен, сестра-близнец Маурисио                                                    | Паула Бласко            |
| Andy Pérez             | Ка́ссиус Дюпо́н                                | Сын Бертрана, «новенький», парень Софии                                                           | Ян Тайминь              |
| Alma Matrecito         | Виоле́та Верду́го «VV»                         | «Новенькая», племянница Хильберто, ей нравится Себастьян                                          | Виолета                 |
| Jesús Licciardelo      | О́ливер То́ррес                                | Проблемный старшеклассник, пытается изнасиловать Миранду на пляже, а позже покушается на её жизнь | Оливер                  |

### Второстепенные персонажи
| Актёр              | Персонаж                | Известен как                       |
| ------------------ | ----------------------- | ---------------------------------- |
| Люк Гранде         | Детектив Пе́рес          |                                    |
| Марта Ларраньяга   |                         |                                    |
| Милдред Кирос      | О́льга Кинта́на           | Мать Элисабет                      |
| Исаак Рейес        | Би́лли                   |                                    |
| Сезар Лакоста      | Миге́ль                  | Альваро                            |
| Хесус Домингес     | Осва́льдо Роса́лес        |                                    |
| Carlos Fontané     |                         | Отец Освальдо                      |
| Oswaldo Strongoli  | Детектив Мальдона́до     |                                    |
| Eduardo Ibarrola   | Ха́йме Олива́рес          | Бывший тесть ДжейПи                |
| Juan Felipe Rangel | Игна́сио Кабе́сас         | Нанят Оливаресом следить за ДжейПи |
| Natalia Barreto    | Ла́ура Олива́рес          |                                    |
| Carmen Olivares    | Соледад Круз            | Мать Миранды                       |
| Dennis Mencia      | Аль Га́то                |                                    |
| Victor Corona      | Педро Гусма́н            | Отец Норы                          |
| Hely Ferrigny      | Пе́дро Ко́ртес            |                                    |
| Esteban Villareal  |                         | Адвокат Миранды                    |
| Vivian Mendez      |                         | Психоаналитик Патти                |
| Mirta Renee        | Хе́а Море́тти             |                                    |
| Lily Rentería      | Кори́на                  |                                    |
| Isaniel Rojas      | Эми́ль Ро́хас «Эль И́ндио» | Глава мафии                        |
| Daniela Navarro    | Оли́вия Кло́стер          | Детектив                           |
| Anabel Leal        | Лу́дрес де Порти́льо      | Мать Алехандро                     |
| Reinaldo Cruz      | Ма́рио Порти́льо          | Отец Алехандро                     |
| Emily Alvarado     |                         |                                    |
| Juan Carlos Vivas  | Экто́р Баро́н             | Врач, отец Диего                   |

## Даты выхода серий
- Даты выхода премьерных серий на канале Telemundo и их рейтинги.

| Дата трансляции | Номер | Название серии        | Зрители (США) | Продолжительность |
| --------------- | ----- | --------------------- | ------------- | ----------------- |
| 24 января 2012  | 001   | Жизни под угрозой     | 1,9 млн.      | 56 минут          |
| 25 января 2012  | 002   | Неожиданная смерть    | 1,5 млн.      | 43 минуты         |
| 26 января 2012  | 003   | Горькая пилюля        | N/A           | 43 минуты         |
| 27 января 2012  | 004   | Опасная игра          | N/A           | 43 минуты         |
| 30 января 2012  | 005   | На грани              | 4,8           | 43 минуты         |
| 31 января 2012  | 006   | До предела            | 5,1           | 43 минуты         |
| 1 февраля 2012  | 007   | Любовь убивает        | 5,2           | 43 минуты         |
| 2 февраля 2012  | 008   | Расистская ревность   | 4,7           | 43 минуты         |
| 3 февраля 2012  | 009   | Учительница-расистка  | 5,0           | 43 минуты         |
| 6 февраля 2012  | 010   | Любовь как наживка    | N/A           | 46 минут          |
| 7 февраля 2012  | 011   | Жертва травли         | N/A           | 46 минут          |
| 8 февраля 2012  | 012   | Предстоящие разговоры | N/A           | 45 минут          |
| 9 февраля 2012  | 013   | Убийственная ложь     | 5,1           | 46 минут          |
| 10 февраля 2012 | 014   | Очередная угроза      | N/A           | 46 минут          |
| 13 февраля 2012 | 015   | Расчет                | N/A           | 46 минут          |
| 14 февраля 2012 | 016   | Попытка убийства      | 4,8           | 46 минут          |
| 15 февраля 2012 | 017   | Опасная любовь        | N/A           | 44 минут          |
| 16 февраля 2012 | 018   | Ловушка судьбы        | 5,2           | 41 минута         |
| 17 февраля 2012 | 019   | Око за око            | N/A           | 42 минуты         |
| 20 февраля 2012 | 020   | Очередная угроза      | 5,3           | 42 минуты         |
| 21 февраля 2012 | 021   | Ответный удар         | N/A           | 42 минуты         |
| 22 февраля 2012 | 022   | Чужая вина            | N/A           | 41 минута         |
| 23 февраля 2012 | 023   | Доказательства любви  | N/A           | 42 минуты         |
| 24 февраля 2012 | 024   | Шаг не туда           | N/A           | 42 минуты         |
| 27 февраля 2012 | 025   | Признание в любви     | N/A           | 42 минуты         |

## Другие версии
- Физика или химия (Испания) — оригинальный испанский сериал, транслировавшийся на канале Antena 3 .
- Физика или химия — российская версия оригинального сериала.